# Ford 300
Ford 300 — автомобіль, який випускався в США компанією Ford лише в 1963 модельному році. Це був базовий рівень оздоблення в лінійці великих легкових Ford 1963 року під Galaxie, Galaxie 500 і Galaxie 500XL. Він майже не мав жодного хромованого оздоблення чи розкішного обладнання і в рівні оздоблення міг бути порівняним з Chevrolet Biscayne.

## Опис моделі
Ford 300 часто використовувались поліцією і таксопарками, і мали базову ціну на $100 меншу від аналогічних моделей в базовій серії Galaxie. Однак, приватні клієнти також могли його придбати, якщо їхніми головними цілями були низька ціна і економія зі зручністю великого легкового автомобіля.
Машину можна було відрізнити за значками «Ford 300» на передніх крилах, прямо за колісними арками, і малими друкованими літерами F-O-R-D на кришці багажника. Серія була доступна в кузовах 2- і 4-дверного седана зі стійками.
Цікавою частиною історії цього автомобіля є доступність великих двигунів V8 серії FE, включаючи 427 куб. дюймовий з 425 к. с.. В поєднанні з ручною трансмісією, ці автомобілі часто використовувались в драг-перегонах через їхню легку вагу.
Відомо про те, що одна спеціальна модель 2-дверного седана Ford 300 була продана компанією Tasca Motors з Провіденсу, Род-Айленд. Вона мала додаткове оздоблення хромом від моделей Galaxie і XL, і цікаву комбінацію двоколірного забарвлення.
Ford 300 був замінений на серію Custom в 1964 році.